# Sozialgericht Bremen
Das Sozialgericht Bremen ist ein Gericht der Sozialgerichtsbarkeit. Direktor des Sozialgerichts ist Jörg Schnitzler. 

## Gerichtssitz und -bezirk
Das Sozialgericht (SG) hat seinen Sitz in Bremen. Der 419 km² große Gerichtsbezirk umfasst das Gebiet der Freien Hansestadt Bremen. In ihm leben mehr als 663.000 Menschen.
2015 waren 42 Mitarbeiter beim Sozialgericht Bremen beschäftigt.

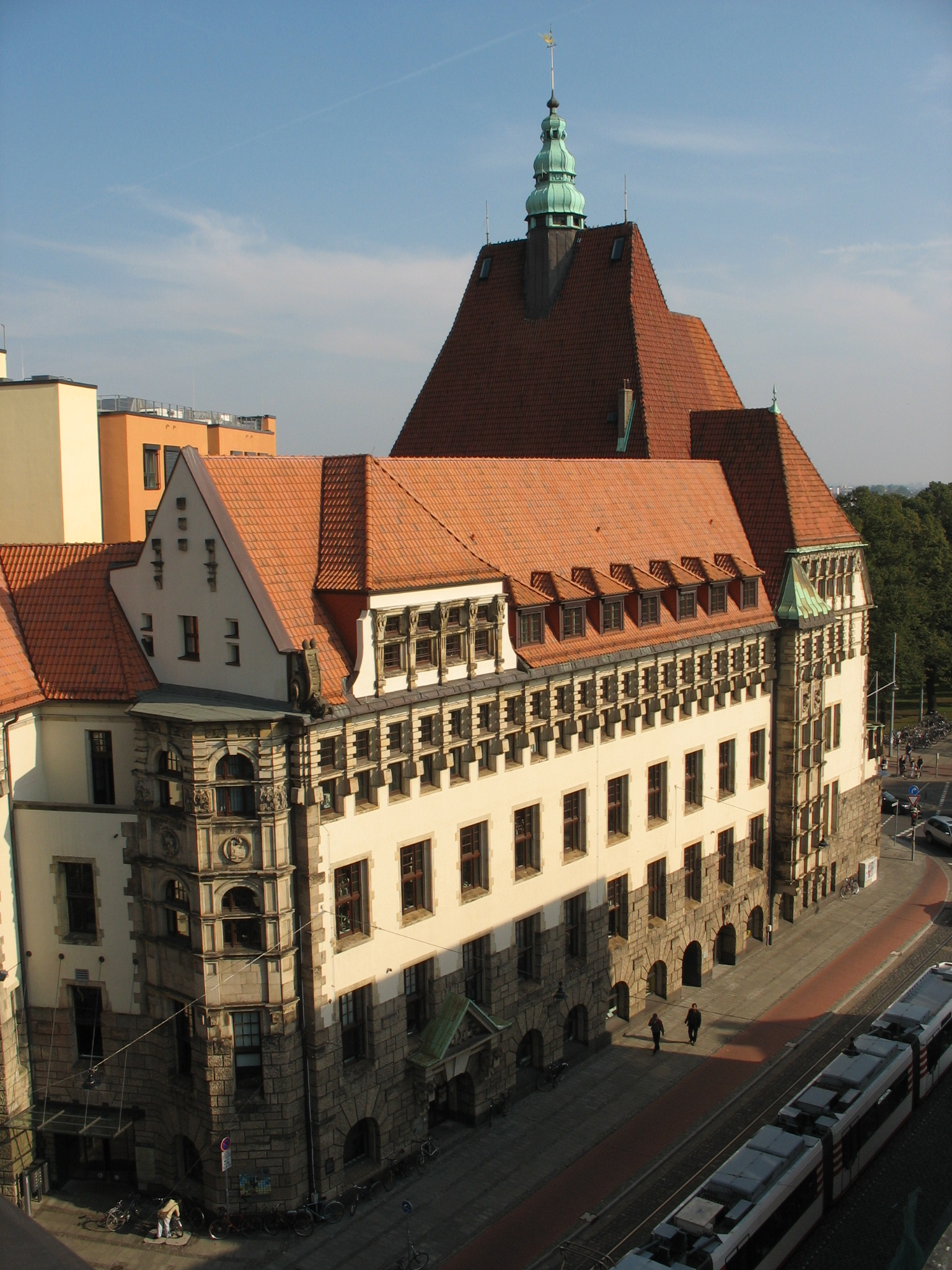
Ehemaliges Polizeihaus, in dem sich heute das Fachgerichtszentrum Bremens befindet

## Gerichtsgebäude
Das Gericht ist Am Wall 201 in der Bremer Altstadt im Fachgerichtszentrum im ehemaligen Polizeihaus untergebracht.

## Übergeordnete Gerichte
Das Sozialgericht Bremen ist ein Gericht erster Instanz. Berufungsinstanz ist das Landessozialgericht Niedersachsen-Bremen mit Sitz in Celle. Eine Zweigstelle des Landessozialgerichtes befindet sich im selben Hause wie das Sozialgericht Bremen. Revisionsinstanz ist das Bundessozialgericht.